# Робер Фосие
Робер Фосие (на френски: Robert Fossier) е френски историк, един от водещите френски медиевисти от втората половина на 20. век.

## Биография
Роден е на 4 септември 1927 г. През 1949 г. завършва архивистика в Националната школа на хартите. След това работи като консерватор в Историческата библиотека на град Париж (1949-1953) и като учител в Лицея „Фонтенбло“ (1953-1955) и Лицея „Карно“ (1955-1957). От 1957 г. е асистент в Парижкия университет, от 1961 г. води курсове в Университета на Нанси, а от 1971 г. преподава в Университета „Париж-I Пантеон-Сорбона“. Там той неколкократно историческия отдел, а от 1993 г. е почетен професор.
Робер Фосие умира на 25 май 2012 г. в Мьодон.